# 阮成发
阮成发（1957年10月—），男，汉族，湖北武汉人，中华人民共和国政治人物。1975年9月参加工作，1982年加入中国共产党。武汉大学经济管理系工业经济管理专业毕业，华中师范大学科学社会主义研究所国际共产主义运动与科学社会主义专业在职研究生学历，法学博士。中国共产党第十八届中央委员会候补委员、第十九届中央委员会委员。曾任中共湖北省委常委、武汉市委书记、云南省人民政府省长、中共云南省委书记和云南省人大常委会主任等职务。现任全国人大社会建设委员会副主任委员。

## 生平
1975年9月，任武汉市民众服装厂工人、市服装鞋帽工业公司宣传科干事。1978年12月，任武汉市二轻局办公室、秘书科秘书。1982年2月，在武汉大学经济管理系工业经济管理专业学习。1985年2月，先后任武汉市人民政府办公室调研处、秘书处干部、科长，综合处副处长、处长。1992年2月，任武汉市人民政府办公厅副主任（1989年2月至1993年2月，在武汉大学哲学系辩证唯物主义与历史唯物主义专业在职硕士研究生学习）。1993年6月，任武汉市人民政府副秘书长。1994年4月，兼任武汉市证券管理委员会办公室主任。1995年9月，任中共武昌区委书记。1997年12月，任中共武汉市委秘书长。1998年3月，任中共黄石市委副书记、市长（其间：1998年9月至2001年6月，在华中师范大学科学社会主义研究所科学社会主义与国际共产主义运动专业在职博士研究生学习）。2001年11月，任湖北省人民政府秘书长、办公厅主任。2002年12月，任中共襄樊市委书记、市人大常委会主任。2004年9月，任湖北省副省长，晋升副部级。2007年6月，升任中共湖北省委常委、副省长。2007年12月，从湖北省常委副省长任上调任中共武汉市委副书记、代市长、市长，阮成发从一省省委常委调任副省级市市长，虽行政等级不变（副省级市四大班子一把手皆为副省级），但这种不合常理的调命无疑带有“贬谪”之意。2011年1月，时隔三年再次获任中共湖北省委常委，并兼任中共武汉市委书记、市人大常委会主任。
2016年12月，调任中共云南省委副书记，兼任云南省人民政府副省长、代理省长，晋升正部级。2017年1月，當選雲南省省長。在2017年全国两会上，阮成发表示要采取“两手抓”措施，“一手抓”重拳整治旅游乱象，“一手抓”大力推进旅游业转型升级，力争用一年时间从根本上解决云南旅游乱象。2018年2月24日，当选为第十三届全国人大代表。
2020年11月，升任中共云南省委书记。2021年1月，当选云南省人大常委会主任。2021年10月，不再担任中共云南省委书记。2021年10月23日，任全国人民代表大会社会建设委员会副主任委员。他以64岁卸任省委书记之职，而他担任省委书记只有11个月，他在云南的主要工作是扶贫攻坚、环境治理如滇池违规开发，以及云南与缅甸边境的疫情防控。2021年11月24日，辞去云南省人大常委会主任职务。
2023年3月，阮成发在全国政协十四届一次会议上当选第十四届全国政协常委、社会和法制委员会副主任。

## 争议

### “满城挖”

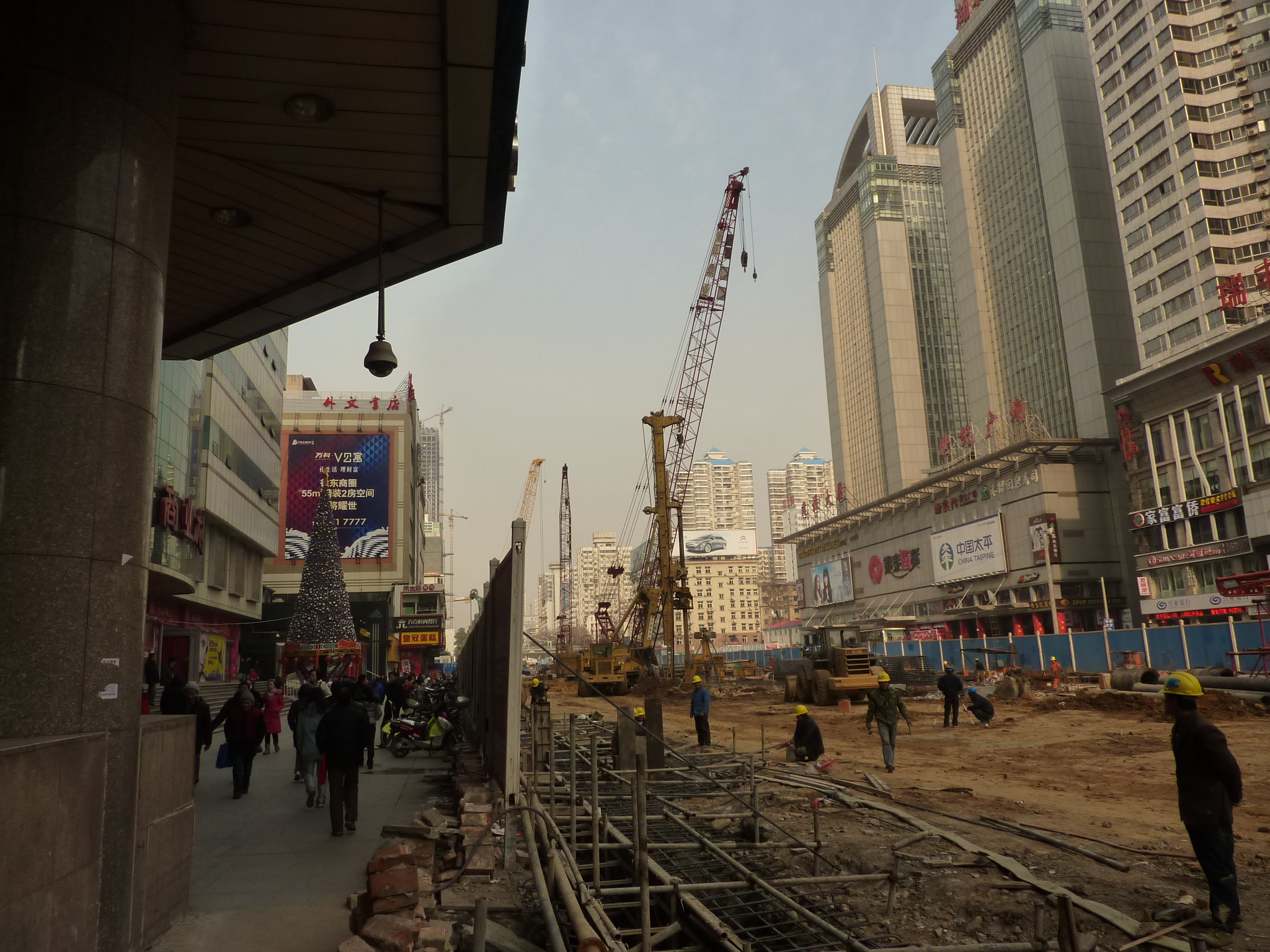
2011年，中南路的地铁工地

阮成发上任后推行了多项大型基础设施建设（武汉全市出现5500余个建设工地），于是被戏称“满城挖”。2013年10月，武汉民众曾聚集在市委大院前抗议并高喊“阮成发不要脸”。阮成发回应说：“我不怕别人叫我‘满城挖’，不建设对不起这座城市。”然而大规模的建设加剧了2011年6月武汉因三场暴雨而出现的全城积水现象。仅6月18日武汉市88处渍水点中，就有46处是施工建设造成的。
由于阮成发主导的各项建设，武汉市2009年年城建投资达500亿元，平均每日1.4亿元；2010年城建投资超过600亿；2011年计划投资超过700亿，平均每天2亿元。2011年武汉基础建设总投资计划达220亿美元，是该市税收收入的5倍。其中大部分弥补了上个世纪以来建设的欠账，如大规模投入公路、地铁等基础设施建设改善了市民生活环境。基础建设促进了城市发展，但也给城市财政带来了一些问题，武汉市过去五年通过土地出售获得了250亿人民币的现金流。除此之外，政府也通过ETC收费，提高了数座大桥的通行费用。但是此举也有效缓解了武汉市的交通拥堵，使得普通市民出行便利程度增加。
在较为明智的财政运作下，该市运用融资等手段，创新资金运用形式。新建了武汉二环线、白沙洲大道、武汉地铁8号线等一大批BT项目，创新提出了“拨改租”的融资手段，主导发行了中国第一只永续债券——“武汉地铁永续债”，以及获得了国开行数千亿的授信规模。虽然有评论指出此举提高了城市财政破产的风险，但是总体来说还是促进了城市的发展。

### 口误争议
在2016年12月28日的沪昆高铁开通仪式上，云南代省长阮成发发表讲话，两次把“滇越铁路”念成“镇越铁路”，引起网友讨论，有人在微信朋友圈上作诗讽刺“忽闻滇越变镇越，滇人涕泪满衣襟”。
另外，在2017年2月20日中国外交部和云南省政府于北京举行的一场名为“开放的中国：魅力云南·世界共享”的推介活动上，阮成发发表演讲时竟又将云南的著名湖泊“抚仙湖”误读作“抚优湖”。

## 言论

### 关于“冰花男孩”
在2018年云南省“两会”闭幕后的记者会上，时任云南省长阮成发谈及留守贫苦儿童“冰花男孩”时说：“作为省长我觉得有责任，我们做得不够，还有很大差距。”